# Sois Belge et tais-toi
Sois Belge et tais-toi is een satirische komedie over de Belgische politiek. Het is een Franstalige podiumvoorstelling die bestaat uit sketches, parodieën, zang en imitaties. De voorstelling wordt jaarlijks gebracht en is geschreven door politiek RTBF-journalist André Remy en Baudouin Remy. De tournee trekt jaarlijks door Wallonië en Brussel. Met 60 speeldagen is deze productie van Compagnie Victor een van de populairste Franstalige shows in België. De naam is afkomstig van de uitdrukking Sois belle et tais-toi wat ongeveer betekent Wees mooi en hou je kop.
André Remy creëerde Sois Belge et tais-toi in 1982 in en voor school. De voorstelling werd steeds meer politiek en humoristisch en in 1997 trok men naar het grote publiek. Het succes van tournee groeide jaar na jaar. Zo lokte de show in 2007 bijna 50.000 toeschouwers. In 2007 verscheen bij Éditions Racine ook het boek "Sois Belge et tais-toi!", waarin de beste stukken uit de theaterreeksen werden verzameld. Verschillende shows verschenen ook op dvd.